# 魯乙
魯乙（노을 단군，	Noeul,）是阿述檀君的长子和传说中的檀君朝鲜的第十代君王(公元前1929年 - 公元前1906年). 
根据20世纪的 桓檀古記记载，十世 檀君 魯乙 在位五十九年。